# Sistema di informazione Schengen
Il sistema d'informazione Schengen (SIS) è una banca dati operativa dal 1995 che consente alle autorità Schengen di scambiarsi dati relativi all'identità di determinate categorie di persone e di beni. Il sistema è stato ideato per migliorare la cooperazione ed il coordinamento fra i servizi di polizia e le autorità giudiziarie al fine di preservare la sicurezza interna degli Stati membri e nel contempo lottare in maniera efficace contro qualsiasi forma di criminalità organizzata o organizzazione di matrice terroristica. Oltre a fornire informazioni su persone e oggetti, il sistema fornisce anche le istruzioni su cosa fare nel caso le forze di sicurezza trovino la persona o l'oggetto segnalato. Il SIS è operativo in tutti gli Stati membri e paesi associati che fanno parte dell'Area Schengen. 
Regolamento No 1987/2006 ("Cooperazione sul controllo dei confini") La polizia di frontiera e le autorità dell'immigrazione possono accedere e consultare il SIS al fine di negare o consentire a individui di paesi terzi l'accesso all'Area Schenghen.
Decisione del Consiglio 2007/533/JHA ("Cooperazione nell'applicazione della legge") Il SIS supporta la cooperazione tra corpi di pubblica sicurezza e organi giudiziari, permettendo alle autorità di creare e consultare segnalazioni su persone od oggetti scomparsi o su persone od oggetti collegati ad attività criminali.
Regolamento No 1986/2006 ("Cooperazione nella registrazione di veicoli") La registrazione di veicoli nel SIS è finalizzata al controllo dello status legale dei veicoli che si presentano alle frontiere dell'Area Schengen. Le forze di pubblica sicurezza hanno accesso alle segnalazioni di veicoli, certificati di registrazione e numeri di targa.